# Бычков, Михаил Матвеевич
Михаил Матвеевич Бычков (21 ноября 1923, Орёл — 13 января 1989, там же) — командир пулемётного расчёта 447-го стрелкового полка 397-й стрелковой дивизии 61-й армии 1-го Прибалтийского фронта, старшина. Полный кавалер ордена Славы.

## Биография
Родился в семье рабочего. Образование — 5 классов. До войны работал на орловском заводе им. Медведева токарем, потом контролером на заводе «Текмаш».
Участник Великой Отечественной войны с августа 1943 года. На фронте был наводчиком станкового пулемета, потом командиром пулеметного расчета в 447-м стрелковом полку 397-й стрелковой дивизии на Брянском, 1-м Украинском, 1-м Белорусском, 2-м Прибалтийском и 1-м Прибалтийском фронтах. Трижды ранен .
Из армии демобилизовался в 1948 году. Вернувшись в родной Орёл, работал на заводе шестерён.
5 августа 1963 года вместе с маршалом Советского Союза И. Х. Баграмяном в присутствии участников Орловской битвы и многих горожан в городе Орле в сквере Танкистов перед памятником зажёг Вечный огонь.

## Награды
- орденами Славы (трёх степеней):
  - награждëн орденом Славы 1 степени.(24.3.1945)[3];
  - 30 апреля 1944 года награждëн орденом Славы 2 степени.
  - 25 марта 1944 года награждëн орденом Славы 3 степени.
- орден Отечественной войны I степени,
- орден Отечественной войны II степени
- медалями СССР.

## Память
В городе Орле на здании средней школы № 3, в которой учился М. М. Бычков, установлена мемориальная доска.